# 习仲勋
习仲勳（1913年10月15日—2002年5月24日），原名習中勳，字相近，出生于陝西省富平县，籍贯河南邓州，中国共产党、中华人民共和国政治人物，原副国级领导人。
1926年5月加入中国社会主义青年团，并于1928年转为中共党员。
1932年，习仲勋发动了两当兵变，其后历任陕甘边区苏维埃政府主席、中共关中特委书记。抗日战争时期，任中共关中分委书记、关中军分区兼警备第一旅政委、中共西北中央局党校校长、中共绥德地委书记。
第二次国共内战时期，任中共中央西北局书记、陕甘宁晋绥联防军政治委员、西北军区政治委员。
中华人民共和国成立后，历任第一野战军政治委员、中共中央西北局第二书记、中共中央宣传部部长，国务院副总理兼秘书长，中共广东省委第一书记，中共中央政治局委員、中共中央书记处书记、全国人大常委会副委员长等职。
其次子是现任中共中央总书记习近平，首任妻子为郝明珠，第二任妻子是齐心。

## 生平

### 早年岁月
1913年10月15日（农历九月十六），习仲勋生于陝西省富平县淡村习家庄（今属富平县淡村镇中合村）一个农民家庭，父亲习宗德、母亲柴菜花。1920年至1925年（7至12岁）在杜村小学读书，1926年1月（13岁），在富平县庄里镇立诚学校高小读书。5月，加入中国社会主义青年团。1927年1月，在富平县立第一高小读书，因组织学生反对傳統的舊式教育制度，年底被迫休学。1928年1月，在三原县第三师范读书。1928年春参加学生运动，被捕后在狱中转为中国共产党党员；1930年初，受党组织委派到国民革命军西北军杨虎城部做兵运工作，任中共营委书记。
1932年3月，习仲勋与吕剑人、李特生、许天洁等等组织发动了“两当兵变”，任中国工农红军陕甘游击队第五支队队委书记。随后部队在攻打永寿县城时被打散，习仲勋秘密返回家乡。同年9月，进入渭北革命根据地，任渭北游击队第二支队政治指导员。1933年2月，任共青团三原中心县委书记，从事武装斗争、农民运动和青年工作。同年3月后，与刘志丹等人创建照金“陕甘边区革命根据地”。历任中共陕甘边区特委委员，军委书记和共青团特委书记，游击队总指挥部政治委员，革命委员会副主席、主席等职务。1934年11月，习仲勋成功当选为陕甘边区苏维埃政府主席。
1935年2月，陕北、陕甘边两块革命根据地在第二次反围剿战争中连成一片，合并成立西北革命根据地，习仲勋为中共西北工委领导成员，并继续担任陕甘边区苏维埃政府主席。1935年9月，习仲勋和刘景范等到保安县瓦子川迎接长征到达陕北的红二十五军。之后，习仲勋在甘泉县王家坪被中共西北代表团负责人兼中共陕甘晋省委书记朱理治、副书记郭洪涛、西北政治保卫局局长戴季英逮捕送瓦窑堡关押。10月在毛泽东到达陕北后，得以释放平反。
1936年1月，习仲勋任关中特区苏维埃政府副主席、党团书记。4月东北军攻占关中区后，习仲勋任中共关中工委书记，坚持斗争。同年6月，习仲勋随红军西征，先后任中共曲环工委书记、环县县委书记。9月，习仲勋又受中共中央委派赴关中，任中共关中特委书记、关中游击队政委、关中特区司令部政委。

### 抗日战争
1937年10月，习仲勋任中共关中分委书记、兼分区保安司令部政委。1939年5月，习仲勋兼任关中专员公署专员。1940年，习仲勋任兼任陕甘宁边区第二师范校长、中共陕甘宁边区中央局委员。1941年8月，习仲勋任关中军分区兼警备第一旅政委，与文年生指挥八路军向国军挑衅。1942年8月，习仲勋调任中共西北中央局党校校长。1943年1月，毛泽东亲笔为习仲勋书写“党的利益在第一位”题词，予以表彰。
1943年2月，习仲勋调任中共绥德地委书记兼绥米警备区和独立第一旅政委。4月，他在郝家桥村蹲点时，发现并树立了劳动英雄刘玉厚这一典型，推动了大生产运动。在整风审干和“抢救运动”中，习仲勋对“左”的偏向予以抵制和纠正。1945年6月，习仲勋在中共七大上当选为中央候补委员。同年8月，习仲勋任中共中央组织部副部长。其间，曾担任爷台山自卫反击战临时指挥部政治委员，攻击进入陕甘宁边区的国军部队。

### 第二次國共內戰
抗日战争胜利后，习仲勋任中共中央西北局书记、陕甘宁晋绥联防军政治委员。1946年11月，他策动国军陕北保安指挥部副指挥胡景铎投奔中共。1947年2月，中共中央军委决定组成陕甘宁野战集团军，他任政治委员，其后与司令员张宗逊指挥了西华池战斗。
1947年3月10日，各路国军20万在西安綏靖公署主任胡宗南指挥下，分由洛川、宜川向延安进行重点进攻。3月16日，中共中央军委发布命令：“边区各兵团及一切部队，自三月十七日起，统归彭德怀、习仲勋指挥”。习仲勋被任命为西北野战兵团副政治委员，直接指挥西北战场作战:178。中國共產黨调动5000兵力，憑藉地雷和伏地堡壘頑強抵抗，国军19日攻入延安，中共中央主動從延安撤退:179。随后，习仲勋与彭德怀指挥了青化砭伏击战、羊马河伏击战、蟠龙镇攻坚战，号称“三战三捷”:188。5月下旬，习仲勋与彭德怀率主力进攻陇东，打击马鸿宾部，收复环县、定边、靖边、安边等地:189。
1947年7月，习仲勋担任西北野战军副政治委员、陕甘宁晋绥联防军政治委员。其后，他协助贺龙组织军区工作，开展新式整军运动等军队政治工作，并组织后方支前。1948年2月，习仲勋担任陕甘宁晋绥联防军区政治委员，1949年2月又担任西北军区政治委员。1949年6月，习仲勋担任中共中央西北局第三书记。

### 建国初期

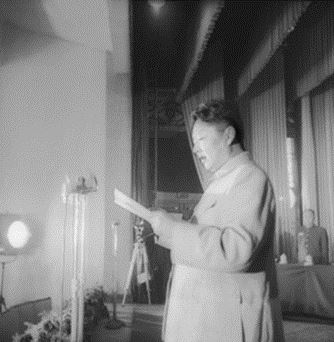
1955年，时任国务院秘书长的习仲勋在宣读授衔命令

中华人民共和国成立后，习仲勋任中央人民政府委员，中央人民政府人民革命军事委员会委员，中共中央西北局第二书记，西北军政委员会副主席、代主席，西北行政委员会副主席，第一野战军暨西北军区政治委员，长期主持西北地区党、政、军全面工作。他组织了西北地区城市接管、剿匪反霸、土地改革、镇反和“三反”“五反”及抗美援朝等工作，并妥当地解决了复杂的民族宗教问题。
1952年9月，为了即将施行的第一个五年计划，中央要撤销六大行政区，调高岗、饶漱石、邓子恢、邓小平、习仲勋等地方军政第一要员进京，史称“五马进京”。习仲勋调任中共中央宣传部部长兼政务院文化教育委员会副主任、党组书记，主持制定“整顿提高、重点发展、提高质量、稳步前进”的16字方针。1953年9月后，习仲勋先后担任中央人民政府政务院秘书长、国务院秘书长。1956年9月，在中共八大上当选为中共中央委员。1959年4月任国务院副总理兼秘书长，成为党和国家领导人，负责国务院常务工作。他在国务院协助周恩来总理工作长达10年，参与国家重大方针、政策、法规的研究和制定，以及重要的国务活动和外交活动。個人秘書（1952年6月－1961年8月）是抗日期間解放日報記者田方，兩人在抗日戰爭陝西結識，後來田方官至國家計委。
1962年，李建彤著小说《刘志丹》开始在《光明日报》、《工人日报》、《中国青年报》上连载。先前，李建彤邀請習仲勳審閱小說稿。習仲勳認為，小說中並沒有把劉志丹的真實寫出來，提出要把小說寫成三個縮影，「時代的縮影」、「中國革命的縮影」、「毛澤東思想的縮影」。但習仲勳忽略了一個避嫌的問題，因为小說以虛構人物來取代真實人物，其中一個政治部主任就是以習仲勳为原形。習在这个问题上没有避嫌，導致日後習被扣上篡黨篡國罪名。小说发表之后，康生宣称《刘志丹》是反党小说。同时，康生下令工人出版社印六百本第五稿、三百本第二稿予中国共产党中央委员会审查，以便把习仲勋、贾拓夫及刘景范打成反党集团。

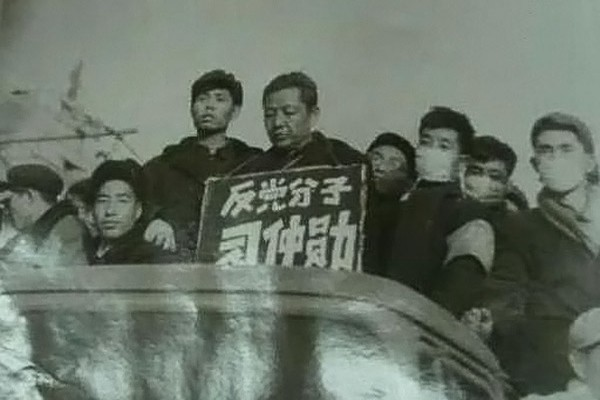
习仲勋于1967年9月在陕西咸阳西北农学院被群众批斗

1962年8月，中共第八屆中央委員會第十次全體會議預備會議在北京召開。康生在會議上，指《劉志丹》是用作為高崗翻案。1962年9月24日，中共八屆十中全會召開，中國共產黨中央委員會主席毛澤東主持會議，毛在會議上，發表了《關於階級、形勢、矛盾和黨內團結問題》。康生在會議上，給毛澤東遞了一條條子，條子上寫的是「利用小說進行反黨，是一大發明」。毛澤東唸了這張紙條後，又說：「用写小说来反党反人民，这是一大发明。凡是要推翻一个政权，总要先造成舆论，总要先做意识形态方面的工作。不论革命、反革命，都是如此。」後來，在康生策劃下，十中全會決定成立專案委員會，由康生出任主任，對習仲勳、賈拓夫、劉景范進行審查。1963年，经过专案委员会审查后，《刘志丹》被定性为“为高岗翻案”、“吹捧习仲勋”；习仲勋、贾拓夫及刘景范被打成“习贾刘”反党集团。其后，习仲勋在中央直属高级党校“学习”，接受审查。1965年12月至1967年1月，习仲勋被下放到洛阳矿山机器厂任副厂长，分管全厂安全技术，以第二金工车间电工班作为他的“联系点”并在此参加生产劳动及各种学习和活动。习仲勋在《我在洛阳矿山机器厂的一年》的回忆文章中写：“我在洛矿的一年，也是我在生活征途中度过的一段不同寻常的经历，我要时刻珍惜它，借以砥砺自己。我在洛矿的一年，实际上是上了一年的工业大学。我走出厂部，直接下到车间，与工人在一起，参加生产劳动，与工程师、技术员打交道，学习求教，这使我的眼界大开，增长了许多工业生产和管理方面的知识。”“通过与工人的共同劳动和交往，更使我亲身感受到工人阶级的高尚品质和优良作风。”“他们是我的好老师、好朋友。”文化大革命中，习仲勋受到残酷迫害，被批斗。1968年，习仲勋被接回北京卫戍区“监护”。1975年5月，习仲勋解除“监护”，仍回洛阳，住洛阳耐火材料厂职工宿舍，继续接受审查，直至1978年2月。

### 改革开放
1978年2月22日，习仲勋返回北京，以特邀委员身份出席第五届全国政协一次会议。1978年4月后，习仲勋任中共广东省委第二书记；12月，习仲勋任广东省委第一书记，广东省革命委员会主任；1980年1月，兼任广州军区第一政委、党委第一书记；习仲勋在中共十一届三中全会上被增选为中央委员。1978年4月5日至28日，中央工作会议在北京召开。其间，习仲勋、杨尚昆等人向中央领导人汇报了广东的情况，并提出让中央给广东以更大的自主权，允许广东参照外国和“亚洲四小龙”的成功经验，搞出口特区。虽然有人持反对意见，但这个构想还是得到邓小平等许多中央领导的支持。邓小平说：“中央没有钱，可以给些政策，你们自己去搞，杀出一条血路来。”1979年7月，中共中央、国务院正式批准广东在改革开放中实行特殊政策、灵活措施和创办经济特区，为广东的改革开放奠定了基础。1980年2月25日，中共中央对习仲勋受到的政治诬陷予以平反。9月，习仲勋被补选为第五届全国人大常委会副委员长，再次进入党和国家领导人行列，后又兼任全国人大常委会法制委员会主任。1981年3月28日，参与中共中央书记处工作。同年6月，在中共十一届六中全会上，被增选为中央书记处书记。1982年9月，在中共十二届一中全会上当选为中共中央政治局委员、中央书记处书记，负责书记处日常工作。1987年11月，习仲勋在中共十三届一中全会后退出中央委员会，不再担任中共中央政治局委员和中央书记处书记。
1988年4月，習仲勳當選為第七屆全國人民代表大會常務委員會排名第一的副委員長，兼内务司法委员会主任委员，成为万里的副手。1989年六四天安门事件时，习仲勋同情民主诉求、强烈反对出兵镇压学生。1993年3月，年届八旬的习仲勋在八届人大一次会议后卸任全国人大常委会第一副委员长退休，之後長期住在廣東深圳。1999年10月1日，习仲勋在北京出席了首都各界庆祝中华人民共和国成立50周年大会。

### 逝世
2002年5月24日5时34分，习仲勋因病医治无效，在北京逝世，享壽89岁。
他被评价为“中国共产党的优秀党员，伟大的共产主义战士，杰出的无产阶级革命家，我党、我军卓越的政治工作领导人，陕甘边区革命根据地的主要创建者和领导者之一”。
2002年5月30日，习仲勋的遗体在北京八宝山革命公墓火化，在京的党和国家领导人都前来为他送别。
2005年，习仲勋的骨灰最后归葬于老家陕西省渭南市富平县。

## 家族

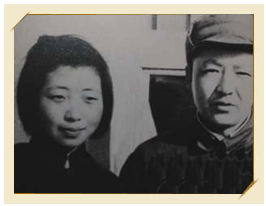
习仲勋和夫人齐心

习仲勋祖籍河南省邓州市，其远祖居於江西临江府新淦县华成门村（今吉安市新干县金川镇习家村），明太祖洪武二年（1369年），朝政混乱，新淦县连年久旱无雨，庄稼歉收，生活窘迫，习思敬配夫人赵氏携家人迁徙至河南承宣布政使司南阳府邓州堰子里（今河南省邓州市十林镇习营村）定居落户，以农为业，繁衍生息。在邓州经过600多年的繁衍生息，习姓发展为数千人的望族。清光绪年间，战乱匪禍，時厄年荒，光绪八年（1882年）习仲勋祖父习永盛配妻子张氏携家带眷从邓州迁至陕西省富平县塘头习家村。在富平，习仲勋的父亲习宗德（1885—1928）和叔叔相继出生。习宗德曾在三原县一家水烟行做学徒，长兄（小名老虎）曾在董福祥部下参军。1911年，习宗德与从南阳淅川迁徙至淡村乡都村的柴菜花（1893—1929）结婚，养育子女七人：长子仲勋、长女秋英、次子小名导儿（夭折），二女东英、三子仲凯、三女夏英、小女雁英。1928年，习宗德积劳成疾，因病去世，享年43岁。次年柴菜花亦因悲傷和生活重擔導致肺病復發去世，年僅36歲。
- 前妻郝明珠（1916年6月24日－2006年4月），是习仲勋的第一任妻子。是西北革命者吴岱峰的外甥女。郝明珠1916年6月24日生于陕西陕北安定县（现子长）瓦窑堡，1935年12月和当时的陕甘边苏维埃主席习仲勋结婚，后因感情不合於1944年初冬离婚[45]，2006年4月逝世，終年90歲。两人育有5个孩子，两位孩子不幸夭折（第5個孩子於1944年因難產早夭）。另有
  - 长女：习和平（已在文革中不堪迫害自杀去世，留下孩子由母亲郝明珠抚养成人）。
  - 次女：习平，曾用名郝平（1939年－）。
    - 次女婿：马宝善，1941年生于山西省太原古交市，书法家，文革期间入狱9年，曾任《法制日报》副社长和《中国律师报》副总编辑。
      - 外孙：马元，1983年生于北京市，演员、导演，毕业于北京电影学院。
      - 孙媳妇：赵敐伊，演员，毕业于中央戏剧学院，现任澳涞坞制片人协会理事会理事。

  - 長子：習正寧，曾用名习富平（1941年－1998年11月27日），曾任海南省司法厅厅长、海南省政法委书记，1998年突发心脏病逝世。
- 妻子齐心（1926年11月－ ），是习仲勋的第二任妻子。1943年4月与习仲勋相识。1943年冬天两人论及婚嫁。两人于1944年4月28日在绥德地委结婚[46]，共育有四子女。
  - 长女：齊橋橋（1949年3月1日－），原名习桥桥，生于延安桥儿沟。丈夫邓家贵。
    - 外孙女：张燕南

  - 次女：齊安安（1951年－），原名习安安，哈德森清潔能源投資基金中國區副主席。丈夫吴龙。
    - 外孙：吴拉非
    - 外孙女：吴雅凝，又名吴晓，奧地利籍，和丈夫福大牛（英国人）一起在美国前总统克林顿的慈善基金会工作。

  - 長子：習近平（1953年6月15日－），现任中共中央总书记、中国国家主席和中央军委主席，前妻柯玲玲，现任妻子彭丽媛。
    - 孙女：习明泽（1992年6月27日－）（彭丽媛所生），受過美國教育

  - 幼子：習遠平（1956年11月3日－），曾任国际节能环保协会会长，现任妻子张澜澜。
    - 孙子：习明正（习远平前妻所生）
- 弟弟：习仲恺，曾任中共陕西省委组织部副部长。
- 父亲：习宗德
- 母亲：柴菜花
- 祖父：习永盛
- 曾祖父：习玉策

## 評價
- 中共中央主席毛澤東：「你比諸葛亮還厲害」、「從群眾中走出來的群眾領袖」、「如今已經爐火純青」。
- 全国政协主席李瑞環：「李維漢和習仲勳同志關於民族統戰工作方面的講話和著作，是我們當今民族統戰工作的法寶。」[47]
- 国务院总理溫家寶：「仲勳同志一生坎坷，為人正直，待人寬厚，敢於直言，光明磊落。他在中央，在新老幹部中間深受大家的尊重。記得我調到中辦工作不久，仲勳同志就找我談話，他待人親切、和藹、樸實，我一點不感到拘束，他對我說黨的十一屆三中全會以來的路線、方針、政策來之不易，我們花了巨大的代價，要倍加珍惜，堅持不動搖。後來他又多次找我談心，給我談歷史的經驗教訓，他憂黨、憂國，但從不多談自己曾經蒙受的冤屈和遭受的迫害。仲勳同志在中央工作的七年間，我國改革開放不斷深化，經濟迅速發展，人民生活顯著提高，同時也出現了許多新情況、新問題，社會矛盾在增多。在新形勢下，仲勳同志認真貫徹黨中央和小平同志一系列重要指示，全力支持耀邦同志的工作，在許多重大決策上發揮了重要作用。」——紀錄片《習仲勳》
- 中共中央組織部副部長李銳：「習仲勳也很不錯，在批判耀邦的生活會上，他事先並不知道，進去以後看到那個場面，拍了桌子，說：「你們不早通知我，這是要幹什麼？”」他大概罵過一次李鵬，後來就長住珠海，不住在北京了。我只要到深圳，每次都去看他，他就和我談。習仲勳是非常好的人，和我的關係也非常好。」——《李銳口述往事》
- 中共廣東省委副書記、廣東省人民政府省長朱小丹：「習仲勳同志立場堅定，思想解放。他主政廣東時，正逢具有偉大轉折意義的十一屆三中全會作出把黨的工作重點轉移到社會主義現代化建設上來、實行改革開放的重大決策。面對廣東經過『文化大革命』內亂、經濟瀕臨崩潰的嚴峻形勢，他堅決貫徹執行中央的決策部署，旗幟鮮明地帶領廣東幹部群眾積極參與和深入開展真理標準問題大討論。他親自主持和推動廣東各條戰線撥亂反正，平反了一系列冤假錯案，把廣東的工作重點迅速轉移到以經濟建設為中心的正確道路上來，為廣東改革開放的啟動奠定了堅實的思想和組織基礎。」
- 中共中央黨史研究室主任歐陽淞：「習仲勳同志是在艱苦卓絕的革命鬥爭中成長起來的偉大的共產主義戰士、傑出的無產階級革命家。他在「打倒列強，除軍閥」的大革命洪流中投身革命；在革命處於低潮、個人身陷囹圄時毅然加入中國共產黨；在探索革命道路的艱難歲月裡同劉志丹、謝子長等同志在陝甘地區舉起工農武裝割據的大旗；在保衛黨中央、毛主席和陝甘寧邊區的戰鬥中屢建奇功。他21歲當選為陝甘邊區蘇維埃政府主席，32歲擔任中共中央西北局書記，46歲成為黨和國家領導人，49歲受到錯誤處理，65歲復出，67歲回到黨和國家的領導崗位上。他傳奇的一生是為黨和人民的事業英勇奮鬥、無私奉獻的一生。」
- 習遠平：「在父親看來，黨的利益應該與人民羣衆的根本利益永遠保持一致，他在擔任陝甘邊蘇維埃政府主席的時候就說過，共產黨人要把屁股端端地坐在老百姓這一面。父親一生淡泊名利，從來沒有爲自己寫過專門的回憶錄，他的傳記和紀錄片都是由組織安排寫作和拍攝的，由此留下許多彌足珍貴的史料。」
- 《北京之春》雜誌主編胡平：「習仲勳晚年曾建議制定『不同意見保護法』，保護不同政見，確立言論自由，是自由主義的精髓。習仲勳是自由主義。」[48][49]
- 新華社：「中國共産黨的優秀黨員，偉大的共産主義戰士，傑出的無産階級革命家，黨、軍卓越的政治工作領導人，陜甘邊區革命根據地的主要創建者和領導者之一。」

## 著作
- 《习仲勋文选》1995年出版，收入1940年到1992年10月期间的讲话、报告、文章共77篇。
- 《习仲勋文集》上下卷2012年出版，收入了习仲勋自1940年至2002年的讲话、报告、文章、批示、电报、书信等文稿，共计210篇，其中133篇是新收入的文稿。
  - 上卷收入1940年1月至1980年10月的文稿94篇；
  - 下卷收入1981年1月至2002年5月的文稿116篇
- 《习仲勋论统一战线》2013年出版，收入了1940年至1989年关于统一战线问题的讲话、报告、文章等109篇